# Piton de Katskhi
Le piton de Katskhi (en géorgien : კაცხის სვეტი, kac'xis svet'i) est un monolithe naturel de calcaire, d'une quarantaine de mètres, situé dans le village de Katskhi, en Géorgie. Le rocher, dont le sommet d'une superficie d'environ 150 m2 comprend les ruines d'un édifice religieux, a été vénéré localement comme pilier de Vie, symbolisant la Vraie Croix et entouré de légendes. Les chercheurs ne l'ont pas escaladé avant 1944 et il fut étudié de façon plus systématique entre 1999 et 2009. Ces études y ont révélé un ermitage datant du IXe ou Xe siècle. Une inscription en géorgien datée du XIIIe siècle suggère qu'il était encore utilisé à cette époque. L'activité religieuse associée au piton a commencé à revivre dans les années 1990 et le bâtiment du monastère a été restauré en 2009.

## Description
Le piton est situé dans le village de Katskhi, dans la région géorgienne d'Iméréthie, près de la ville de Tchiatoura. Il mesure environ 40 m de hauteur et s'élève au-dessus de la vallée de la Katchkhoura, un affluent de la Kvirila (en).
Sur le sommet inégal du piton, le complexe religieux, dans son état actuel, comprend une église (nommée en l'honneur de Maxime le Confesseur), une crypte, trois cellules d'ermites, une cave à vin et une courtine. À la base du piton se situe une église dédiée à Siméon le Stylite, récemment construite, et les ruines d'un vieux mur et d'un beffroi,.
L'église Saint-Maxime-le-confesseur s'élève dans le coin sud-est du piton. Il s'agit d'une petite église-halle mesurant 4,5 m par 3,5 m, une restauration moderne d'une église médiévale ruinée en pierre. Sous et au sud de l'église s'étend une crypte rectangulaire allongée mesurant 2 m sur 1 m, qui a servi de lieu d'inhumation. Des fouilles dans la cave à vin ont mis au jour huit grands récipients appelés en Géorgie k'vevri. Un cellier-grotte rectangulaire s'ouvre sur la paroi verticale du piton, environ 10 m sous son sommet. À la base du piton, une croix est gravée en relief, permettant un parallèle avec des représentations médiévales similaires ailleurs en Géorgie, particulièrement à Bolnissi.

## Histoire

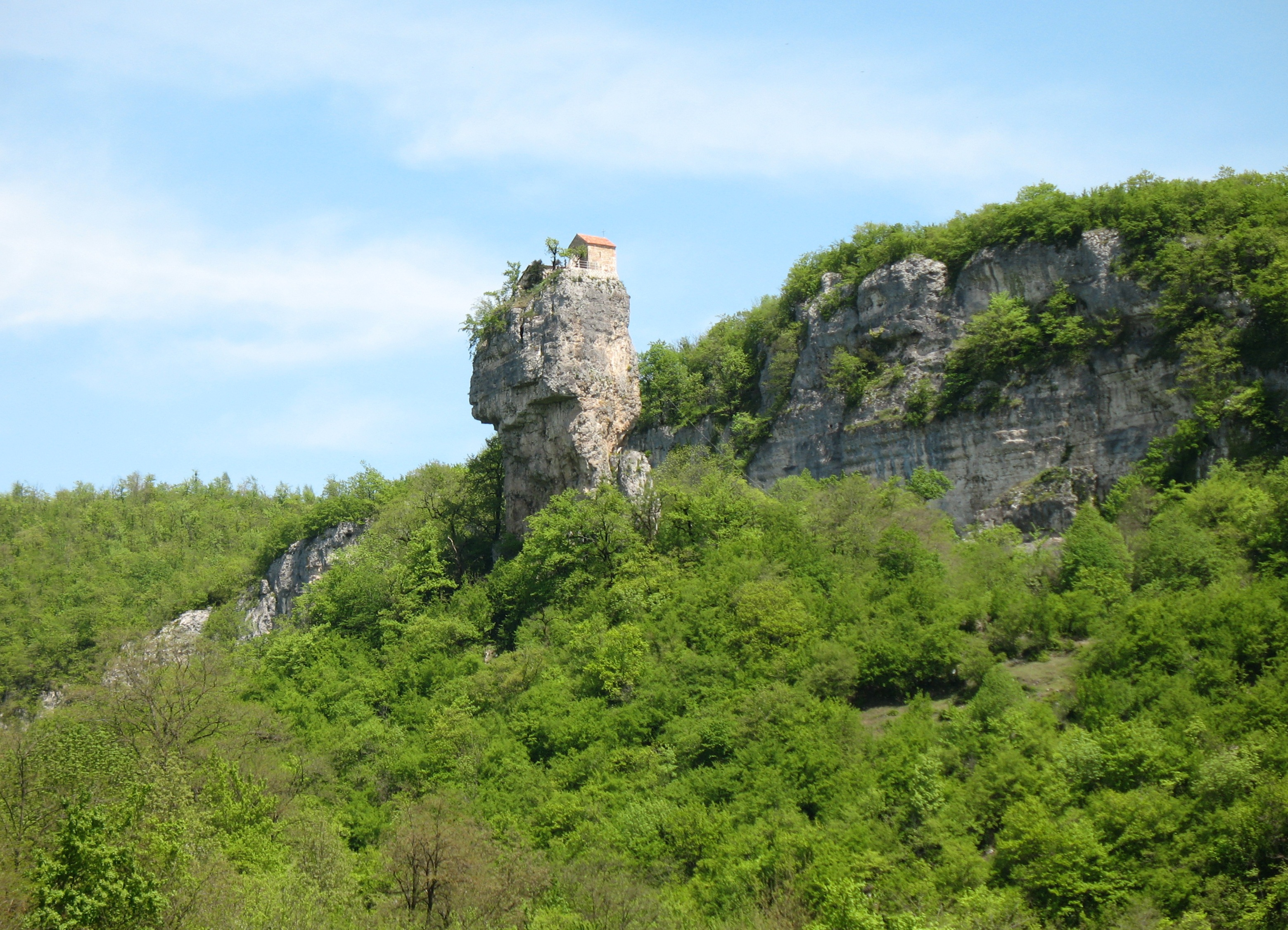
Le piton en 2009.

Le piton de Katskhi est mentionné pour la première fois au XVIIIe siècle par le prince géorgien Vakhoucht Bagration, qui signale dans sa Description géographique du royaume de Géorgie : « À l'Est de la forteresse [de Catzkh] est un rocher qui se dresse comme une colonne, au milieu d'un ravin, et au faîte duquel est une petite église ; mais personne n'y va, on ne sait même par quel moyen y arriver. » Aucun autre écrit subsistant ne fait état d'une vie monastique ou de tentatives d'ascension. Un certain nombre de légendes entourent le piton. L'une d'elles prétend que le sommet du rocher était relié par une longue chaîne de fer à l'église du monastère de Katskhi (en), distant d'environ 1,5 km.
En juillet 1944, une équipe conduite par l'alpiniste Alexander Japaridze et l'écrivain Levan Gotua (en) réalise la première ascension documentée du piton de Katskhi. Vakhtang Tsintsadze, un spécialiste en architecture du groupe, rapporte dans un article de 1946 que les ruines trouvées au sommet du rocher étaient les restes de deux églises, datant du Ve et du VIe siècle et associées à des pratiques stylites.
Depuis 1999, le piton de Katskhi est sujet d'une recherche plus systématique. Sur la base d'études et de fouilles archéologiques conduites en 2006, Giorgi Gagoshidze, historien d'art au musée national géorgien, corrige la date des structures aux IXe ou Xe siècle. Il conclut que le complexe était composé d'une église de monastère et de cellules pour ermites. La découverte des restes d'une cave à vin ébranle également l'idée d'un ascétisme extrême. En 2007, une plaque de calcaire comprenant des inscriptions en asomtavruli est découverte, datée paléographiquement du XIIIe siècle et mentionnant un certain Giorgi, responsable de la construction de trois cellules. Cette inscription fait également mention du Pilier de la Vie, faisant écho à la tradition populaire de vénération du rocher comme symbole de la Vraie Croix.
L'activité religieuse a repris en 1995, avec l'arrivée du moine Maxim, natif de Chiatura. Entre 2005 et 2009, le monastère est restauré avec le concours de l'agence nationale de préservation de l'héritage culturel de Géorgie (en). Le rocher est désormais accessible à l'aide d'une échelle de fer s'étendant de sa base à son sommet.